# Nephus intrusus
Nephus intrusus är en skalbaggsart som först beskrevs av Horn 1895.  Nephus intrusus ingår i släktet Nephus och familjen nyckelpigor. Inga underarter finns listade i Catalogue of Life.